# ISO 3166-2:DJ
ISO 3166-2:DJ este o secțiune a ISO 3166-2, parte a standardului ISO 3166, publicat de Organizația Internațională de Standardizare (ISO), care definește codurile pentru subdiviziunile statului Djibouti (a cărui cod ISO 3166-1 alpha-2 este DJ).
În prezent, 5 regiuni și 1 oraș au alocate coduri. Fiecare cod începe cu DJ-, urmat de două litere.

## Codurile actuale
Codurile și numele diviziunilor sunt listate așa cum se regăsesc în standardul publicat de Agenția de Mentenanță a standardului ISO 3166 (ISO 3166/MA). Faceți click pe butonul din capul listei pentru a sorta fiecare coloană.
Codurile sunt folosite pentru a reprezenta numele subdiviziunilor în următoarele limbi administrative:
- (fr): Franceză
- (ar): Arabă

| Cod   | Nume subdiviziune (fr) | Nume subdiviziune (ar) | Tip subdiviziune |
| ----- | ---------------------- | ---------------------- | ---------------- |
| DJ-AS | Ali Sabieh             | ‘Alī Sābih             | region           |
| DJ-AR | Arta                   | ‘Arta                  | region           |
| DJ-DI | Dikhil                 | Dikhīl                 | region           |
| DJ-OB | Obock                  | Ūbūk                   | region           |
| DJ-TA | Tadjourah              | Tājūrah                | region           |
| DJ-DJ | Djibouti               | Jībūti                 | oraș             |